# Sam Benson
Sam Benson (New York, 1º gennaio 1886 – West Hollywood, 13 giugno 1957) è stato un costumista statunitense.
Lavorò per William Fox alla 20th Century Fox dal 1925 fino alla sua morte.

## Filmografia parziale
- Riders of the Purple Sage, regia di Lynn Reynolds (1925)
- Tom Mix alla riscossa (Painted Post), regia di Eugene Forde (1928)
- Charlie Chan's Greatest Case, regia di Hamilton MacFadden (1933)
- Charlie Chan's Courage, regia di Eugene Forde e George Hadden (1934)
- Il pugnale scomparso (Charlie Chan at the Opera), regia di H. Bruce Humberstone (1936)
- It Shouldn't Happen to a Dog, regia di Herbert I. Leeds (1946)